# Carole Baskin

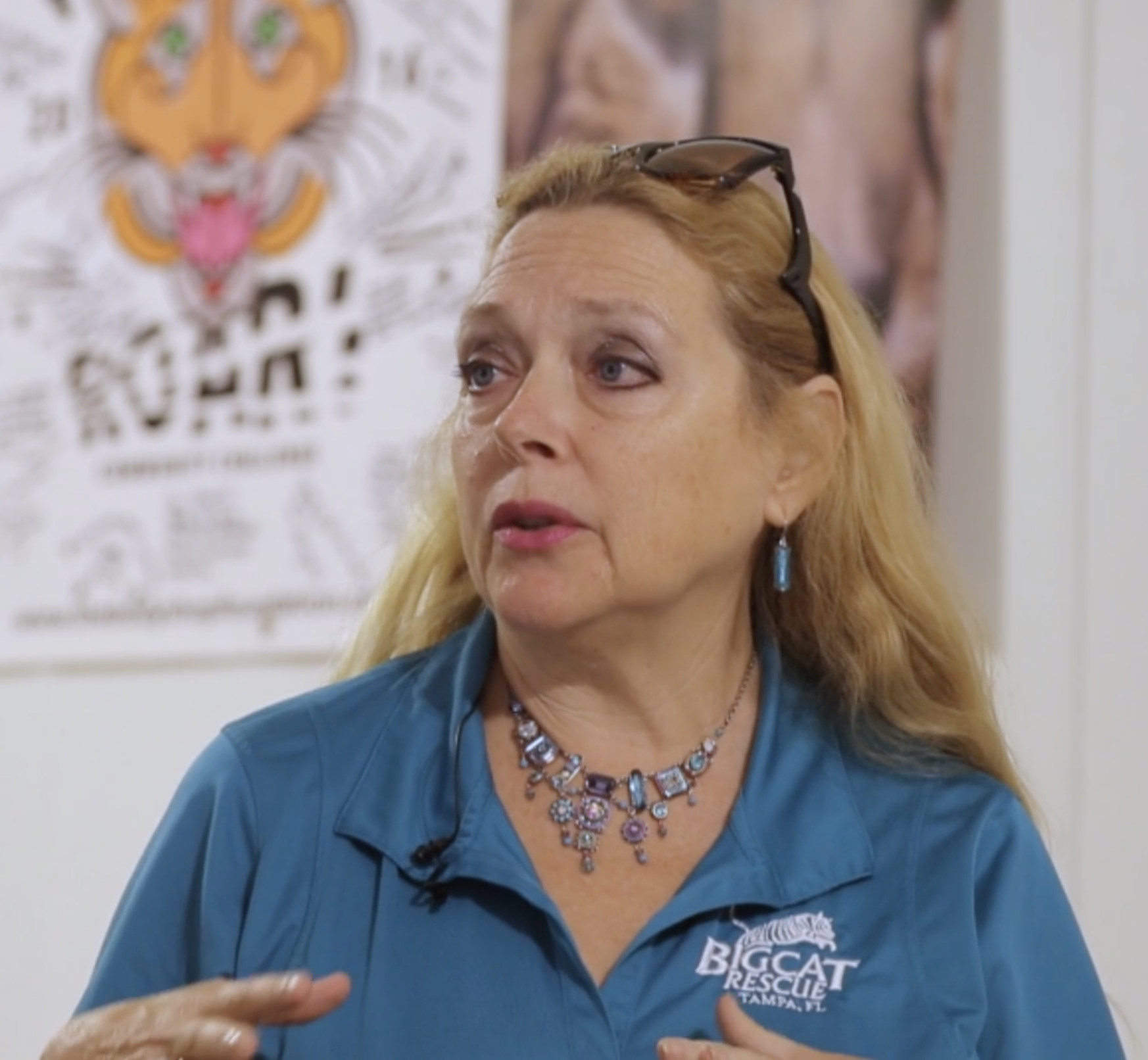
Carole Baskin 2019

Carole Baskin (* 6. Juni 1961 in Bexar County, Texas; geboren Carole Stairs Jones) ist eine US-amerikanische Tierrechtsaktivistin und Besitzerin von Big Cat Rescue, einem Non-Profit-Tierheim für Großkatzen in Tampa, Florida. Sie wurde 2020 weltweit bekannt durch ihre Darstellung in der Netflix-Dokumentation Großkatzen und ihre Raubtiere über den Privatzoobesitzer Joe Exotic, mit dem sie eine jahrelange Fehde hatte.

## Leben
Carole Stairs Jones wurde am 6. Juni 1961 auf der Lackland Air Force Base als Tochter eines Mitarbeiters der Air Force und einer Sekretärin geboren. Bereits im Alter von neun Jahren hatte sie ein gesteigertes Interesse an der Rettung von Katzen, wollte aber keine Tierärztin werden, weil sie dann Katzen einschläfern müsste. Mit 15 Jahren brach sie die High School ab, zog von zu Hause aus und hielt sich mit drei Jobs über Wasser. Mit 17 Jahren heiratete sie das erste Mal, ihren damaligen Chef und Inhaber eines Discounters. Die beiden haben eine gemeinsame Tochter. In dieser Zeit züchtete sie Hauskatzen, insbesondere Perserkatzen und Himalayans. Außerdem pflegte sie verletzte Rotluchse. Die Beziehung war vor allem durch Misstrauen seitens ihres Partners geprägt. Nach einem handfesten Streit lernte sie Don Lewis kennen.
Zunächst als heimliche Affäre, verließen beide ihre damaligen Partner und heirateten im Jahr 1991. Ihr neuer Mann war Millionär und gemeinsam begannen sie sich für die Rettung von Wildkatzen zu interessieren. Im Laufe der Jahre wuchs die Zahl der Katzen in ihrer Obhut auf über 100 Katzen, die sie in einer Art Privatzoo namens Wildlife on Easy Street ausstellten. Dabei nahmen sie vor allem Katzen auf, die von ihren Besitzern verstoßen wurden. Während Lewis sich mehr für Katzenzucht interessierte, wollte Carole die Tiere retten. Sie begannen zu streiten, was auch in einem gescheiterten Kontaktverbot von Lewis 1997 seinen Ausdruck fand. Aufgrund seiner Sexsucht  flog Lewis ohne einen Pilotenschein zu besitzen mehrfach nach Costa  Rica, da er dort mehrere Affären hatte. In den Tagen vor seinem Verschwinden hatte er ein Flugticket nach Costa Rica gekauft und war dabei, Ausrüstung auf einen Lastwagen zu laden, mit dem er nach Miami fahren wollte.[5] Anfang 1997 begann Lewis damit, das Eigentum an seinen Grundstücken in Florida auf ein von ihm kontrolliertes Unternehmen in Costa Rica zu übertragen. Die Umstände seines Verschwindens konnten nie geklärt werden. Jones war Alleinerbin und gestaltete nun Wildlife on Easy Street nach ihrem Willen. 2002 wurde Lewis für tot erklärt.
2002 lernte Carole Jones Howard Baskin kennen, einen Unternehmensberater. Die beiden heirateten, Carole nahm seinen Namen an. Zusammen mit Howard überarbeitete sie das Konzept ihres Zoos und benannte ihn in Big Cat Rescue um. Sie verzichteten von da an auf Mensch-Katzen-Interaktion, die vorher ein großer Teil des Zoos war. Statt Großkatzen zu züchten oder wie vorher, verstoßene Katzen aufzunehmen, verlegte sie sich aufs Fundraising und auf eine starke Onlinepräsenz. Zudem kämpfte sie nun aktiv für Tierrechte und ging mit ihrer Community aktiv gegen Züchter vor. Außerdem arbeitet sie mit der Tierrechtsorganisation PETA zusammen und betreibt ihre eigene Website 911AnimalAbuse.com, auf der Nutzer Verstöße gegen Tierrechte in sogenannten Roadside Zoos melden können. Das Tierheim hat heute eine Größe von 67 Hektar (0,67 km²)  und bietet Platz für mehr als 50 Wildtiere. Er ist für Publikumsbesuche geöffnet.
Während der COVID-19-Pandemie in den Vereinigten Staaten musste das Tierheim für die Öffentlichkeit geschlossen werden.

## Prozesse gegen Joe Exotic
In ihrem Engagement gegen das Züchten von exotischen Tieren durch Privatmenschen geriet sie in Konflikt mit Joe Exotic, einem exzentrischen Privatzoobesitzer, der mit einer Show durch Oklahoma fuhr, bei der er u. a. Tigerbabys zum Streicheln herum reichte. Joe Exotic fühlte sich durch das Engagement von Carole in seiner Existenz als privater Züchter von exotischen Tieren bedroht und hat diese hart attackiert. Dies ging so weit, dass Exotic den Namen von Big Cat Rescue für seinen Wanderzirkus nutzte. Dies ermöglichte es Baskin, ihn wegen Markenrechtsverletzung zu verklagen. Sie bekam Recht und erhielt eine Million US-Dollar an Tantiemen zugesprochen, die Joe Exotic nicht hatte.
Die Attacken von Exotic wurden härter, er bedrohte Baskin über seinen Internetkanal und behauptete, dass Baskin ihren Ehemann Don Lewis umgebracht und an ihre Katzen verfüttert hatte. Dazu nahm er das Video zu Here Kitty Kitty auf, in dem ein Double von Carole Baskin einen zerstückelten Mann an Tiger verfütterte. Über eine ehemalige Angestellte gelangte sie an die Information, dass Joe Exotic einen Auftragsmörder auf sie ansetzen wollte, und bat das FBI um Hilfe. Joe Exotic wurde schließlich verhaftet und in einem Gerichtsprozess zu 22 Jahren Haft wegen Auftragsmordes und Verstößen gegen das Halten von exotischen Tieren verurteilt.
Im Juni 2020 übertrug ein Bundesrichter das ehemalige Zoogelände von Exotic an Baskin und Big Cat Rescue mit der Begründung, Exotic habe die Immobilien des Zoos in betrügerischer Absicht auf seine Mutter übertragen, um Gläubigern zu entgehen, insbesondere dem Urteil von Baskin gegen ihn. Dem Zoobetrieb von Jeff Lowe wurde eine Frist von 120 Tagen eingeräumt, um das Grundstück zu räumen. Nachdem das Landwirtschaftsministerium der Vereinigten Staaten im August 2020 die Lizenz des Zoos unter Hinweis auf schlechte tierärztliche Versorgung ausgesetzt hatte, schloss Lowe den Park endgültig. Jeff und Lauren Lowe siedelten daraufhin alle Großkatzen nach Thackerville, Oklahoma, um und beabsichtigten, dort einen neuen Park zu eröffnen, aber das US-Justizministerium reichte eine Klage ein, in der es die schlechte Tierpflege der Lowes anführte; der Park wurde nie eröffnet und die Bundesbehörden beschlagnahmten im Mai 2021 alle 68 Großkatzen der Lowes.

## Dokumentation
Carole Baskin war neben Joe Exotic Hauptfigur in der Dokumentarserie Großkatzen und ihre Raubtiere. Episode 3 handelt vom Verschwinden ihres Ehemannes. Carole Baskin fühlte sich getäuscht von den beiden Filmemachern, die ihr eine Art Blackfish der Raubkatzenwelt versprochen hatten. Die Episode erweckt den Eindruck, dass sie etwas mit dem Verschwinden ihres Ehemannes zu tun gehabt habe, zumal ihre Feinde, neben den Raubtierhaltern auch die Familie von Don Lewis, dort breit über angebliche Verstrickungen und Unregelmäßigkeiten berichten durften, während sie kaum zu Wort kam. Ihre Sicht der Dinge legte sie auf ihrer Seite in einem längeren Post dar.
Ebenso wie Joe Exotic wurde Baskin durch die Dokumentation zu einem Internetphänomen und Ziel zahlreicher Memes. Während Joe Exotic in der Netzkultur jedoch meist positiv dargestellt wurde, bekam sie unter anderem Todesdrohungen und ihr wurden Memes gewidmet, die den Tod ihres Ehemannes durch ihre Hand als Tatsache darstellten.